# 劉樹棻
劉樹棻（？年—？年），號小庚，雙流人，是同治癸酉舉人，光緒十九年署鄰水縣教諭。後來又擔任建修雙流縣小學堂文案。